# Dryopteris tingiensis
Dryopteris tingiensis là một loài thực vật có mạch trong họ Dryopteridaceae. Loài này được Ching & S.K. Wu ex Fraser-Jenk. miêu tả khoa học đầu tiên năm 1986.